# Tell Leilan

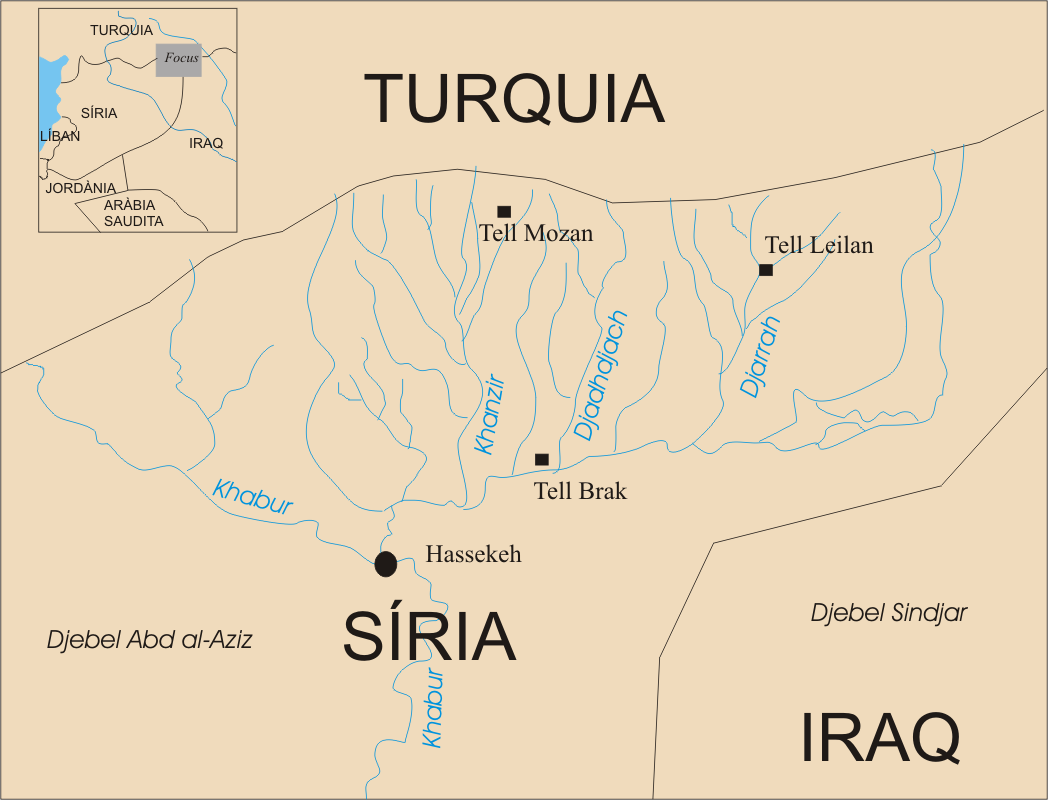
Situació

Tell Leilan (àrab: تل ليلان, Tall Laylān) és un jaciment arqueològic de Síria prop del riu Djarrah afluent del Khabur, a la governació d'al-Hasakah.

## Història
Presenta restes d'ocupació des del cinquè mil·lenni quan era un petit poble agrícola i ramader; al tercer mil·lenni va créixer i tenia el nom de Xekhna o Xehna (Šeḫna) (vers 2600 aC) sent una ciutat notable força abans de l'existència de l'imperi d'Accad fundat per Sargon I. Sota aquest els governants locals van perdre el poder i la ciutat fou una de les ciutats de l'imperi (vers 2300-2200 aC). Però al segle següent apareix despoblada i segons l'arqueologia, coincidint amb l'enfonsament de l'imperi, s'hauria produït una sequera que va modificar el clima durant uns tres segles, i que va alterar la forma de vida. L'època coincideix també amb l'establiment a la zona dels hurrites. La ciutat hauria quedat abandonada progressivament i el darrer edifici ocupat s'ha datat el 2140 aC. Va restar abandonada fins vers el 1900 aC.

La regió, que era coneguda com a Apum, fou a poc a poc repoblada a partir de 1900 aC i va ser una estació en la ruta comercial cap a Kaneix, però la ciutat estava lluny de tenir la importància anterior. La zona va passar al rei assiri Xamxi-Adad I (vers 1813-1781 aC) vers el 1806 aC, i aquest la va considerar de gran potencial agrícola, i va refundar la ciutat, donant-li el nom de Xubat-Enlil (Šubat-Enlil), que vol dir la "residència del deu Enlil" en llengua accàdia, i convertint-la en capital del seu estat. Allí es va construir un temple fortalesa, que comunicava amb la porta de la ciutat per un carrer pavimentat; hi havia una ben planificada àrea residencial i el conjunt estava rodejat per una muralla; ocupava unes 90 hectàrees i hi haurien viscut unes 20.000 persones en el seu màxim. A la mort de Shamsiadad la ciutat probablement va restar en mans del seu fill i successor Ishme-Dagan I que residia a Ekallatum. Cadascun dels reis de les ciutats estats més properes volia incorporar la ciutat i el territori als seus dominis. Samija, que segurament era un oficial d'Ishme-Dagan governador de la ciutat, va ser atacat repetidament. Entre 1772 i 1762 aC fins a sis reis van controlar la ciutat.
El primer fou Turum-Natki, que no se sap com va prendre el poder; podria ser un oficial d'Ishme Dagan, independitzat vers 1772 aC amb ajut d'Andarig. Al cap d'un any el tron va passar el seu fill Haya-Abum, instal·lat per Qarni-Lim d'Andarig. Vers el 1170 aC apareix al tron Zuzu Shar-maat, igualment posar al tron per Qarni-Lim d'Andarig, i del que no es coneix la relació amb els altres reis; només va governar uns mesos i va morir al caure de la muralla.
Llavors se la van disputar Haya-Sumu d'Ilansura, Ashkur-Addu de Karana, Zimri-Lim de Mari, Ishme-Dagan d'Ekallatum i segurament el mateix Qarni-Lim d'Andarig. Fou ocupada pels elamites sota el general Kunnan, que la van tenir uns cinc anys. Una guarnició d'Eshnuna es va establir a la ciutat.
Els elamites van perdre la ciutat segurament en una dura lluita (per les restes arqueològiques amb dipòsits de cendra i terres cremats al palau) vers el 1765 aC a mans d'Atamrum de'Allahad que la va dominar fins vers 1761 aC i després el seu fill Himdiya; el palau que havia estat damnat, fou reconstruït. De vers el 1761 aC a 1750 aC no hi ha cap informació sobre la ciutat; la situació sembla haver-se estabilitzat. Els documents trobats al palau esmenten tres governants, que semblen pertànyer a una nissaga originada en Dari-Epuh, que si va ser rei seria en el període sense notícies quan s'hauria apoderat del govern i l'hauria pogut mantenir.
En aquest temps el territori de la ciutat era relativament petit, limitat a la plana del Khabur, i es van fer campanyes cap a l'est i al sud i hauria arribat a estendre la seva àrea fins a Hamoukar. Els seus reis es titulaven com abans "reis d'Apum". El rei Mutija hauria succeït al seu germà Dari-Epuh vers el 1750 aC. Mentre estava al poder els seus dos nebots dirigien les marques frontereres. Un d'aquests nebots, Till-Abnu, el va succeir en el tron en data desconeguda, i va renovar un tractat amb els comerciants d'Assur que vivien en un barri separat (n'havien estat expulsats durant l'ocupació elamita). El va succeir vers el 1728 aC el seu germà Akun-Ashar o Iakun-Asar (Jakun-Asar).
En aquests anys la ciutat va prosperar, però això es va acabar el 1726 aC quan fou saquejada per Samsu-iluna de Babilònia i el rei Akun-Ashar va morir en la lluita. La ciutat fou abandonada; alguns residents o ocupants temporals van construir forns, una plataforma de rajola i algunes parets damunt les ruïnes, però fou definitivament abandonada del tot al cap de pocs anys (vers el final del segle) i ja mai més es va tornar a ocupar.
Vers el 1595 aC aquesta regió va passar a Mitanni.

## Arqueologia
El munt de Tell Leilan fou excavat per un equip americà de la Universitat Yale a partir de 1979 i des de llavors no s'ha parat d'estudiar.
Entre els descobriments més importants hi ha un arxiu de 1100 tauletes de fang amb escriptura cuneïforme, que servia per als sobirans de la ciutat. Daten del segle xviii aC i relaciona el comerç amb altres estats i la manera d'administrar la ciutat.